# Пайва, Рубенс
Рубенс Пайва (порт. Rubens Paiva; 26 декабря 1929 — 20 января 1971) — бразильский инженер-строитель и политик, который, будучи представителем от Бразильской рабочей (трабальистской) партии в Палате депутатов, выступил против окончательного установления военной диктатуры в Бразилии в 1968 году. Из-за его подпольной деятельности он был задержан военными, а затем подвергнут пыткам и убит.

## Биография

### Ранние годы
Рубенс Пайва родился в Сантосе, Сан-Паулу. Он был сыном юриста и фермера Жайме Алмейды Пайвы. Он был женат на Марии Лукресии Юнис Фаччиолла Пайва, от которой у него было пятеро детей.
В 1954 году он окончил Пресвитерианский университет Маккензи в Сан-Паулу со степенью бакалавра гражданского строительства. Он присоединился к левонационалистической кампании «Нефть — наша» в качестве члена студенческого совета. Во время учебы в колледже он был президентом Академического центра студентов-строителей и вице-президентом Союза студентов Сан-Паулу. Вместе с издателем Фернанду Гаспаряном руководил периодическим изданием «Jornal de Debates[pt]».

### Политическая карьера
Политической карьере Пайвы старт был дан в октябре 1962 года, когда Бразильская рабочая партия избрала его конгрессменом от штата Сан-Паулу. Он вступил в должность в феврале следующего года и стал членом комитета Конгресса, созданного для изучения деятельности как Института социальных исследований и исследований (Instituto de Pesquisas e Estudos Sociais), так и Бразильского института демократических действий (Instituto Brasileiro de Демократический путь). Эти две организации оказались под подозрением в финансировании комментаторов, нагнетавших панику вокруг «красной угрозы» в Бразилии. Комитет также обвинил некоторых высокопоставленных офицеров в получении взяток от двух вышеупомянутых иностранных организаций в рамках схемы, которая предположительно финансировала предстоящий военный переворот 31 марта 1964 года. Однако Следственный комитет так и не представил никаких доказательств подобных обвинений. После свержения бразильского правительства в 1964 году хунта отняла у Пайвы в числе других политиков должность в Конгрессе 10 апреля 1964 года.

### Изгнание и возвращение
Вскоре после военного переворота Рубенс Пайва добровольно покинул Бразилию и отправился в изгнание в Югославию и в Париж. Девять месяцев спустя он должен был вылететь в Буэнос-Айрес на встречу со свергнутыми демократическими левыми лидерами Жуаном Гулартом и Леонелем Бризолой. Однако во время стоянки в Рио-де-Жанейро он сказал стюардессе, что выйдет из самолета, чтобы купить сигарет. Вместо этого он сел на рейс в Сан-Паулу и направился к своему дому, где жили его жена и дети. Затем Пайва переехал со своей семьей в Рио-де-Жанейро и вернулся к работе инженером-строителем, продолжая сотрудничать и помогать изгнанным левым активистам и подполью на территории Бразилии и за ее пределами.
Рубенс Пайва вместе с редактором Фернанду Гаспаряном основал газету Jornal de Debates и был последним директором Última Hora в Сан-Паулу, прежде чем Самуэль Вайнер продал её Октавио Фриасу из 'Grupo Folha'.
Возвращаясь из поездки в Сантьяго (Чили), где он помогал высланной из Бразилии дочери своего друга, Пайва был ошибочно идентифицирован как контакт Карлуса Ламарки (на тот момент самого разыскиваемого террориста по версии диктаторского режима Бразилии) по имени «Адриано».

### Арест и исчезновение
Надеясь поймать «Адриано» и таким образом добраться до Ламарки, военные ворвались в дом Пайвы в Рио-де-Жанейро и арестовали его 20 января 1971 года. Акция была проведена вооружёнными людьми, которые представились военнослужащими ВВС Бразилии.
После рейда Пайва был объявлен пропавшим без вести. Согласно документам, опубликованным бразильскими военными, автомобиль, который вёз Пайву в тюрьму Centro de Operações de Defesa Interna (Центр операций внутренней обороны), был насильно остановлен неизвестными, которые вывели оттуда Пайву.
Юнис, жена Пайвы, также была арестована во время той же операции и оставалась без связи в течение двенадцати дней. 15-летнюю Элиану, одну из дочерей пары, продержали в той же тюрьме 24 часа. Юнис и Элиану допрашивали в той же комнате DOI-CODI, где пытали подозреваемых коммунистов. Женщины утверждают, что видели кровь, внушающее страх орудие пыток пау де арара и портрет Пайвы в кипе дел с признанием. Они также рассказали, что слышали крики заключенных, которых, очевидно, пытали.
Пока его жену и дочь подвергали допросу, Пайву перевели в Destacamento de Operações Internas (Департамент внутренних операций). Хотя его тело так и не было найдено, отчеты, предоставленные Национальной комиссии по установлению истины несколько десятилетий спустя армейским врачом и бывшими офицерами, показали, что Пайва умер на второй день после ареста от травм, полученных в результате пыток в армейской казарме, где он содержался.
В письме от 1971 года вдова политика писала, основываясь на свидетельствах других политзаключённых, что её мужа пытали уже в день ареста близ аэропорта Сантус-Дюмонт. Причём за пытки и убийство Пайвы отвечал тот же офицер, что и за расправу над Стюартом Анжелом.

## В популярной культуре
- Я всё ещё здесь (фильм, 2024)